# Diebugu
Diebugu (em francês: Diébougou) é uma cidade burquinense, capital da província de Bougouriba. Em 2012, sua população era estimada em 21 401 habitantes.